# استبان فرانسس
استبان فرانسس (اسپانیایی: Esteban Francés‎؛ ۱۹۱۳ – ۱۹۷۶) نقاش فراواقع‌گرایی اهل اسپانیا بود.